# YuiKaori
YuiKaori (ゆいかおり) est un duo féminin de J-pop créé en mai 2010, composé des idoles japonaises Yui Ogura et Kaori Ishihara.
Les idoles ont également été membres des groupes de J-pop HAPPY! STYLE et Team Dekaris. Ses deux premiers singles servent de génériques de fin à la série anime Kiss × sis.

## Biographie
Le suo se forme en 2008 avec les membres Yui Ogura et Kaori Ishihara.
Elles ont fait partie des Happy! Style Rookies entre 2008 et 2009.
Les YuiKaori ont fait leurs débuts avec le single Our Steady Boy sorti en mai 2010.
Les membres animent l’émission de radio YuiKaori no Mi♪ (ゆいかおりの実♪) depuis septembre 2010.
Le groupe d’idols a changé de label et a été transféré de Star Child vers King Records en novembre 2010.
Les 2 filles ont aussi été membres des StylipS de décembre 2011 à avril 2013.
Les YuiKaori ont interprété les chansons tie-up de nombreuses émissions TV et jeux vidéo, ainsi que les chansons thèmes de l’ending l’anime kiss×sis.
Le concert YuiKaori Live Bunny Flash!! a eu lieu en février 2014.
Le groupe d’idoles s’est produit lors de sa 2nde tournée de concerts Hearty Party!! de novembre à décembre 2014 à Nagoya, Osaka et Chiba.
Le premier concert de Yui Ogura Happy Jam se tient en juillet 2015 au Pacifico Yokohama.
Le 11e single des YuiKaori intitulé Ring Ring Rainbow!!, sorti en août 2015, est la chanson thème d'ouverture de l'anime Castle Town Dandelion (城下町のダンデライオン ; Joukamachi no Dandelion) diffusé sur TBS. Le thème de l’ending Honey Come!! est interprété par Ogura Yui.
Leur 3e album Bright Canary, en vente en novembre 2015, inclut la chanson Canaria (カナリア).
Le 1er live des YuiKaori au Nippon Budokan a eu lieu en mars 2016.
La 1re tournée de concerts de Yui Ogura High-Touch☆Summer se déroulera de juillet à août 2016.
En mai 2017, YuiKaori a annoncé suspendre ses activités le 30 juin suivant. Cette annonce a été faite sur le blog officiel de Yui Ogura et sur le site de YuiKaori. Les deux membres Yui Ogura et Kaori Ishihara ont décidé de cesser les activités du duo pour se consacrer à leurs carrières solos, et également car Kaori Ishihara a quitté l'agence de talent Sigma Seven en 2016. Yui Ogura a déclaré qu'elle était toujours confuse au sujet de cette annonce, mais que sa relation avec Kaori Ishihara reste inchangée depuis leur rencontre ; elle a également déclaré qu’elle respectait la décision de Kaori Ishihara, et que les deux cherchent à aller de l'avant.

## Discographie

### Albums
Albums studio
1. 21/09/2011 : Puppy
2. 23/10/2013 : Bunny
3. 04/11/2015 : Bright Canary

Compilation
1. 21/06/2017 : Y&K

### Singles
1. 12/05/2010 : Our Steady Boy
2. 21/07/2010 : Futari / Vivivid Party! (ふたり/VIVIVID PARTY!?)
3. 17/11/2010 : Heartbeat ga Tomaranai (HEARTBEATが止まらないっ!?)
4. 06/04/2011 : Shooting☆Smile
5. 14/03/2012 : Kimi no Yell (君のYell?)
6. 31/10/2012 : Wake Up!! (ウェィカッ!!)
7. 13/03/2013 : Shiny Blue
8. 09/04/2014 : Lucky Ducky!!
9. 02/07/2014 : Intro Situation
10. 07/01/2015 : Neo Signalife
11. 05/08/2015 : Ring Ring Rainbow
12. /08/2016 : Promise You

### Autres titres
- 2009.09.26 : Koi no Overtake (恋のオーバーテイク?), 3e chanson du maxi-single 3 flavors only de Kaori Nazuka

### Vidéos
1. 08/10/2014 : YuiKaori Live : Bunny Flash
2. 03/06/2015 : YuiKaori Live : Hearty Party